# Boccardia proboscidea
Boccardia proboscidea är en ringmaskart som beskrevs av Hartman 1940. Boccardia proboscidea ingår i släktet Boccardia och familjen Spionidae. Inga underarter finns listade i Catalogue of Life.